# Бузано
Бузано (итал. Busano, пьем. Busan) — коммуна в Италии, располагается в регионе Пьемонт, в провинции Турин.
Население составляет 1365 человек (2008 г.), плотность населения составляет 273 чел./км². Занимает площадь 5 км². Почтовый индекс — 10080. Телефонный код — 0124.
Покровительницей коммуны почитается Пресвятая Дева Мария, празднование 13 августа.

## Демография
Динамика населения:

## Администрация коммуны
- Официальный сайт: